# Rhona Lloyd
Pour les articles homonymes, voir Lloyd.

a Compétitions nationales et continentales officielles uniquement.

b Matchs officiels uniquement.
Dernière mise à jour le 16 juin 2025.
Rhona Lloyd, née le 17 octobre 1996 à Édimbourg (Écosse), est une joueuse internationale écossaise de rugby à XV et internationale écossaise et britannique de rugby à sept qui évolue au poste d'ailier. Elle joue en Angleterre, aux Sale Sharks.
Sélectionnée à 25 reprises en équipe d’Écosse avant l'âge de 23 ans, elle a notamment participé à plusieurs Tournois des Six Nations et à la Coupe du monde jouée en 2022.
En club, elle évolue dans l'équipe du Stade bordelais de 2021 à 2025. Avec ce club elle est championne de France en 2023 et 2025.

## Biographie

### Carrière en club
Elle est la capitaine de l'équipe des Murrayfield Wanderers des moins de 18 ans qui remporte la Brewin Dolphin Cup.
Tandis qu'elle étudie en dernière année à l'université d'Édimbourg, elle remporte avec l'équipe universitaire le championnat universitaire du Royaume-Uni, à Twickenham.
Rhona Lloyd a principalement joué pour le club anglais du Loughborough Lightning, aux côtés des joueuses internationales Emily Scarratt et la capitaine anglaise Sarah Hunter. Le Daily Telegraph la décrit comme une « marqueuse d'essai sensationnelle » en novembre 2019, après qu'elle a aplati dix fois le ballon dans l'en-but adverse en seulement six matches de championnat.
En octobre 2021, elle déménage en France et joue dans le club d'Élite 1 du Stade bordelais. En 2024-2025, elle participe à la victoire du Stade bordelais en Championnat de France, même si elle ne porte plus le maillot après le mois de janvier.
Au mois de juin 2025, elle signe en Angleterre, aux Sale Sharks.

### Carrière internationale
Après qu'elle a joué en équipe d'Écosse des moins de 19 ans et des moins de 20 ans de rugby à sept pendant la saison 2013-2014, elle fait en 2016 ses débuts internationaux en équipe d'Écosse de rugby à XV contre l'Angleterre lors du match d'ouverture du Tournoi des Six Nations au Broadwood Stadium. Elle marque son premier essai international lors du dernier match de ce Tournoi contre l'Irlande à Dublin et son deuxième lors des éliminatoires de la Coupe du monde contre l'Espagne à Madrid en novembre 2016.
En 2017, elle contribue à la victoire 15 à 14 des Écossaises contre le pays de Galles lors du Tournoi des Six Nations avec un essai en deuxième mi-temps.
Après une blessure à l'épaule qui ralentit sa progression en 2018, elle revient en course pour le Six Nations 2019,.
Rhona Lloyd participe à la tournée en Afrique du Sud de 2019, au cours de laquelle l'équipe écossaise remporte deux de ses matchs, jouant pour la première fois dans l'hémisphère sud.
Elle participe aux Tournois des Six Nations 2020, 2021 et 2022 et à la Coupe du monde jouée en 2022 en Nouvelle-Zélande.
Elle fait partie de l'équipe de Grande-Bretagne de rugby à sept médaillée d'or aux Jeux européens de 2023 à Cracovie.
En 2023, elle remporte avec l'équipe d'Écosse la première édition du WXV 2,.
Lors de la première journée du Tournoi des Six Nations 2024, elle inscrit son vingt-deuxième essai international, ce qui ferait d'elle la meilleure marqueuse de l'histoire du XV du Chardon. Mais l'absence de statistiques sur les premières années d'activité de l'équipe ne permet pas de dire si elle détient effectivement le record. Pour elle : « Tant qu'on ne saura pas de façon certaine, je ne pourrai pas prétendre détenir ce record. ».
Rhona Lloyd est sélectionnée pour le WXV 2024, puis le Six Nations suivant. Elle fait ensuite partie du groupe qui prépare la Coupe du monde.

## Palmarès

### En club
- Vainqueur du championnat universitaire du Royaume-Uni en 2017.
- Vainqueur du Championnat de France en 2023 et 2025.

### En équipe nationale
- Vainqueur du WXV 2 en 2023.

## Vie privée
Rhona Lloyd raconte avoir commencé à jouer au rugby à XV après que la joueuse internationale écossaise Sarah Quick est venue animer une séance d'initiation dans son école d'Édimbourg, à la Tynecastle High School (en). À 16 ans, elle est la seule fille de son école à pratiquer ce sport.
Elle a figuré dans le top 100 du Royaume-Uni pour le sprint sur 60 mètres.
Elle étudie les sciences biomédicales à l'université d'Édimbourg puis à l'université de Loughborough, tout en effectuant un stage d'analyste à la Fédération britannique d'athlétisme.